# Henri Coandă
Pour les articles homonymes, voir Coandă.
Henri Coandă, né le 7 juin 1886 à Bucarest et mort le 25 novembre 1972 dans la même ville, est un ingénieur aéronautique roumain, pionnier de l'aviation mondiale et du moteur à réaction, savant et académicien roumain.

## Origines
Second enfant d'une famille nombreuse, Henri Marie Coandă est né le 7 juin 1886, à Bucarest. Son père, le général Constantin Coandă, a été professeur de mathématiques à l'École nationale des Ponts et Chaussées de Bucarest, ministre (plusieurs fois) et Premier ministre du gouvernement de la Roumanie (octobre - novembre 1918). Sa mère, Aïda Danet, était la fille du médecin français Gustave Danet, originaire de Bretagne (Morlaix, Finistère). Dès son enfance, le futur ingénieur et savant était fasciné par le phénomène du vent, s'en souviendra-t-il plus tard.

## Études
Enfant, Henri Marie fréquente l'école primaire Petrache Poenaru à Bucarest, puis en 1896 il poursuit ses études au Lycée Sf. Sava. Parce que son père voulait que son fils continue la tradition de la famille, il l'envoie au lycée militaire à Iași (Roumanie) (1899), où le jeune Henri Marie Coandă découvre l'aviation qui en est encore à ses premiers balbutiements et se sent attiré par tout ce qui touche au « plus lourd que l'air ». En 1903, il finit ses études au lycée et obtient le grade de sergent major. Il poursuit ses études militaires à l'École d'officiers de l'artillerie, du génie et de la marine de Bucarest. En 1904, détaché d'un régiment d'artillerie de campagne, dans l'Empire allemand, il est envoyé à l'université technique de Berlin-Charlottenbourg. Passionné par les problèmes techniques et surtout ceux touchant à l'aviation, Henri Coandă construit, en 1905, un avion-fusée, pour l'armée roumaine. 
Entre 1907 et 1908, il suit des cours à l'Institut d'électrotechnique Montefiore à Liège, en Belgique.
En 1908, il revient en Roumanie où il est promu officier au Second Régiment d'artillerie. Mais son tempérament et son esprit inventif ne s'accommodent pas de la discipline militaire. En conséquence, il sollicite et obtient l'autorisation de quitter l'armée, après quoi, redevenu libre, il entreprend un long et difficile voyage en auto, suivant l'itinéraire Isfahan - Téhéran - Tibet - Paris. Au retour de son voyage asiatique, il entreprend des études d'ingénieur à l'École supérieure d'aéronautique et de constructions mécaniques à Paris, (1909) nouvellement créée (future ENSAE ou SUPAÉRO). Il en sort, en 1910, classé cinquième de la première promotion d'ingénieurs aéronautiques.

## Pionnier de l'aviation à réaction

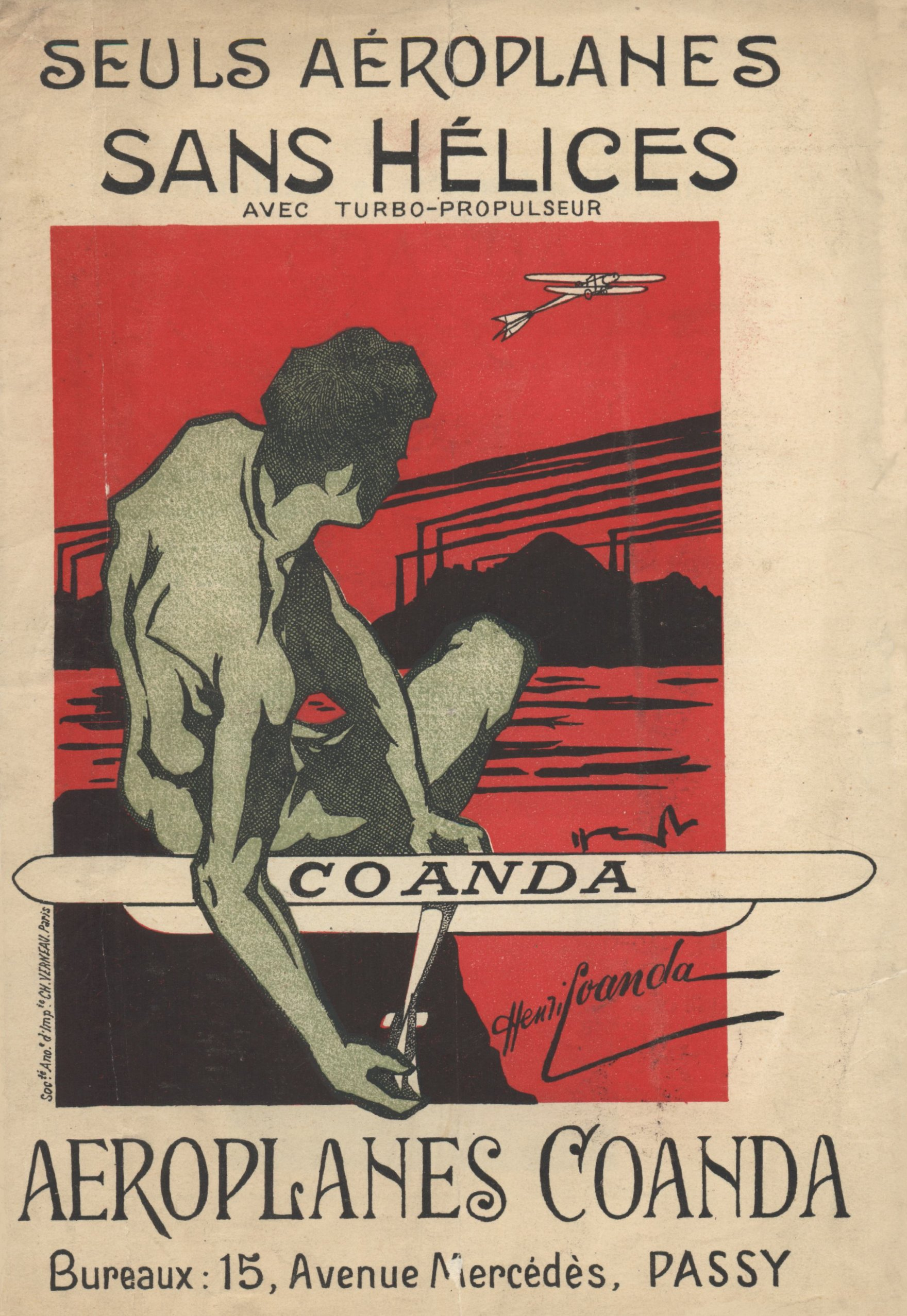
Brochure promotionnelle éditée lors du Salon du Bourget de 1910.

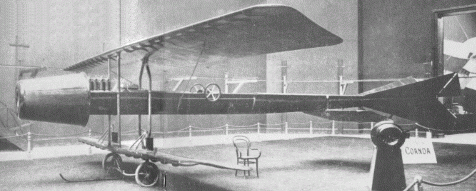
Le premier avion à réaction au deuxième Salon de l'aéronautique de 1910.

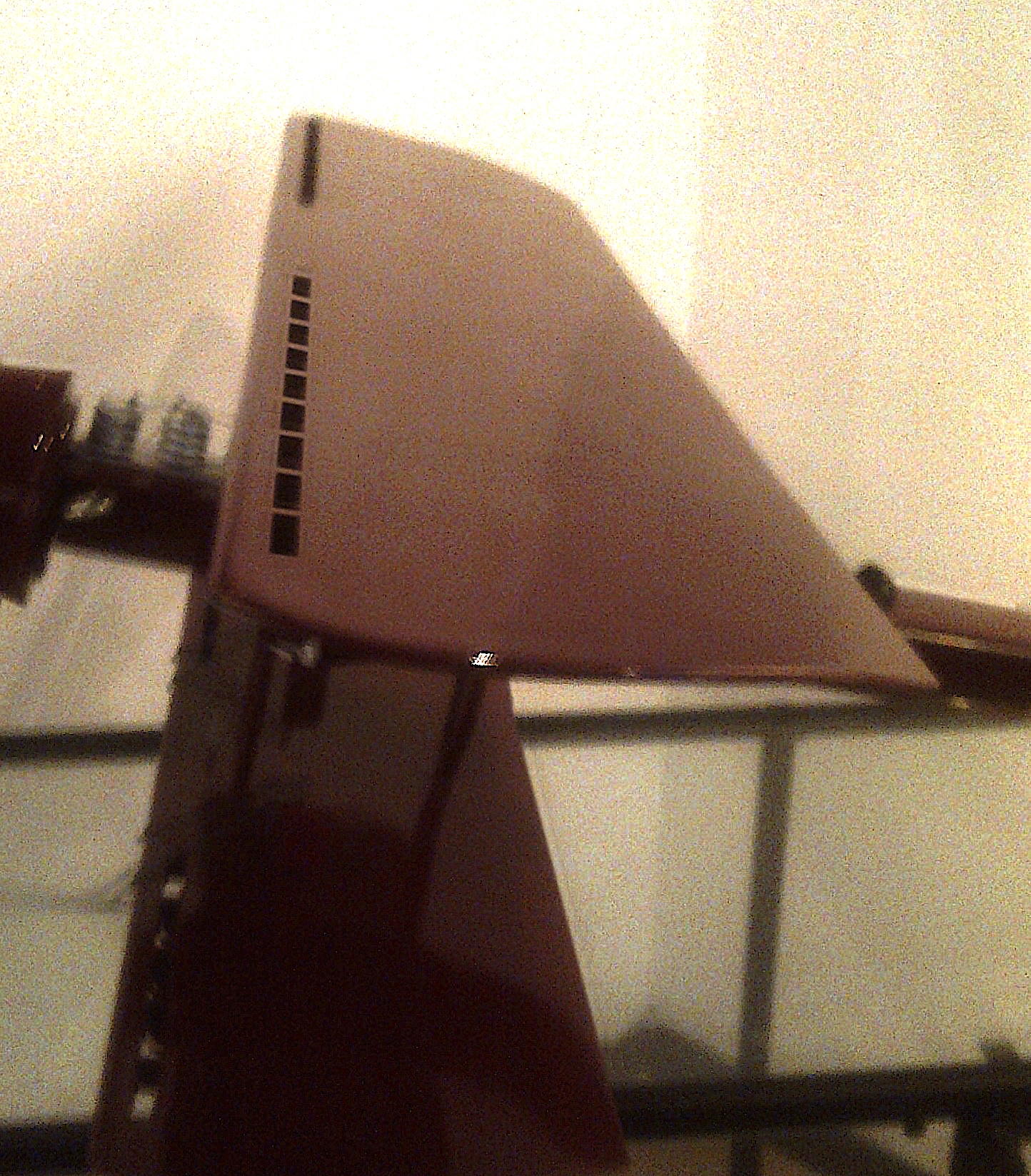
Bec à fente fixe de l'avion à réaction d'Henri Coandă, maquette à l'aéroport international de Bucarest.

Avec l'appui de l'ingénieur Gustave Eiffel et du savant Paul Painlevé, qui l'ont aidé à obtenir les autorisations nécessaires, Henri Marie Coandă a fait des expériences aérodynamiques préliminaires et a construit, dans l'atelier de carrosserie de Giovanni Battista Caproni, le premier avion à propulsion réactive, en fait un avion à réaction. Nommé conventionnellement Coandă-1910, l'appareil a été présenté en octobre 1910 au deuxième Salon de l'aéronautique (du 15 octobre au 2 novembre 1910 au Grand Palais) ; monoplan, il était révolutionnaire du fait de sa propulsion sans hélice : l'air était aspiré à l'avant par un compresseur, puis dirigé vers une chambre de combustion (une de chaque côté, à l'avant de l'appareil) qui fournissait la poussée. Le compresseur était alimenté en énergie par un moteur à piston classique.
Lors du premier essai, à l'aéroport d'Issy-les-Moulineaux, de longues flammes sortent de la tuyère d'échappement. Henri Coandă coupe immédiatement le moteur, mais celui-ci a une inertie bien plus forte qu'un moteur à hélice : il continue un instant à délivrer une force propulsive, suffisante pour faire décoller l'avion (alors que ce n'était pas l'intention du pilote). Le moteur étant coupé, l'avion s'est écrasé contre un mur, après avoir éjecté son pilote. Henri Coandă s'en est tiré avec quelques brûlures et contusions mineures. On raconte que Gustave Eiffel lui aurait dit : « Jeune homme, vous êtes né 30 ans trop tôt ! ». Coandă abandonne le moteur à réaction. 
Cet incident sera le point de départ d'études approfondies qui aboutiront à la mise au point d'une tuyère dont le principe est toujours utilisé par les constructeurs de moteurs d'avion. C'est également l'origine de sa réflexion sur le déplacement des fluides que l'on appellera l’effet Coandă.
Entre 1911-1914, Henri Coandă a été le directeur technique des usines d'avions de Bristol, Angleterre, où il fait construire des avions à hélice, de haute performance, de sa propre conception. Il est revenu en France, où il a construit un avion de reconnaissance (1916), très apprécié à l'époque, le premier traîneau-automobile propulsé par un moteur à réaction, le premier train aérodynamique du monde et autres.
Il a fondé, en 1923, la société multicellulaire Coandă, de construction de maisons préfabriquées. En 1934, Henri Coandă a obtenu un brevet d’invention français, pour un « procédé et dispositif pour dévier un courant de fluide qui pénètre dans un autre fluide », qui se réfère au phénomène appelé aujourd’hui l’effet Coandă, et qui consiste dans la déviation d’un jet de fluide qui coule au long d’une surface convexe, phénomène observé, pour la première fois par celui-ci en 1910, lors des essais du moteur qui équipait son avion à réaction. Cette découverte l’a conduit à d'importantes recherches applicatives concernant l’hypersustentation des aérodynes, la réalisation des atténuateurs du son, ainsi de suite…
En 1939, il a implanté son usine aux environs de Poitiers. Il découvre alors Migné-Auxances et loge au château dont il se rend acquéreur en 1941.
Henri Coandă a utilisé les nombreuses dépendances du château et les Prés-Secs environnants pour travailler à la mise au point de prototypes d'engins munis de turbopropulseurs, préfigurant des hydroglisseurs et de futures soucoupes volantes (aérodynes lenticulaires).
Il vend le château le 1er juillet 1957, à la communauté des carmélites de Poitiers. Mais, avant de quitter Migné-Auxances, cet homme pieux et son épouse font don à l'église paroissiale d'un Christ en croix qu'il a réalisé.

## Inventions et découvertes

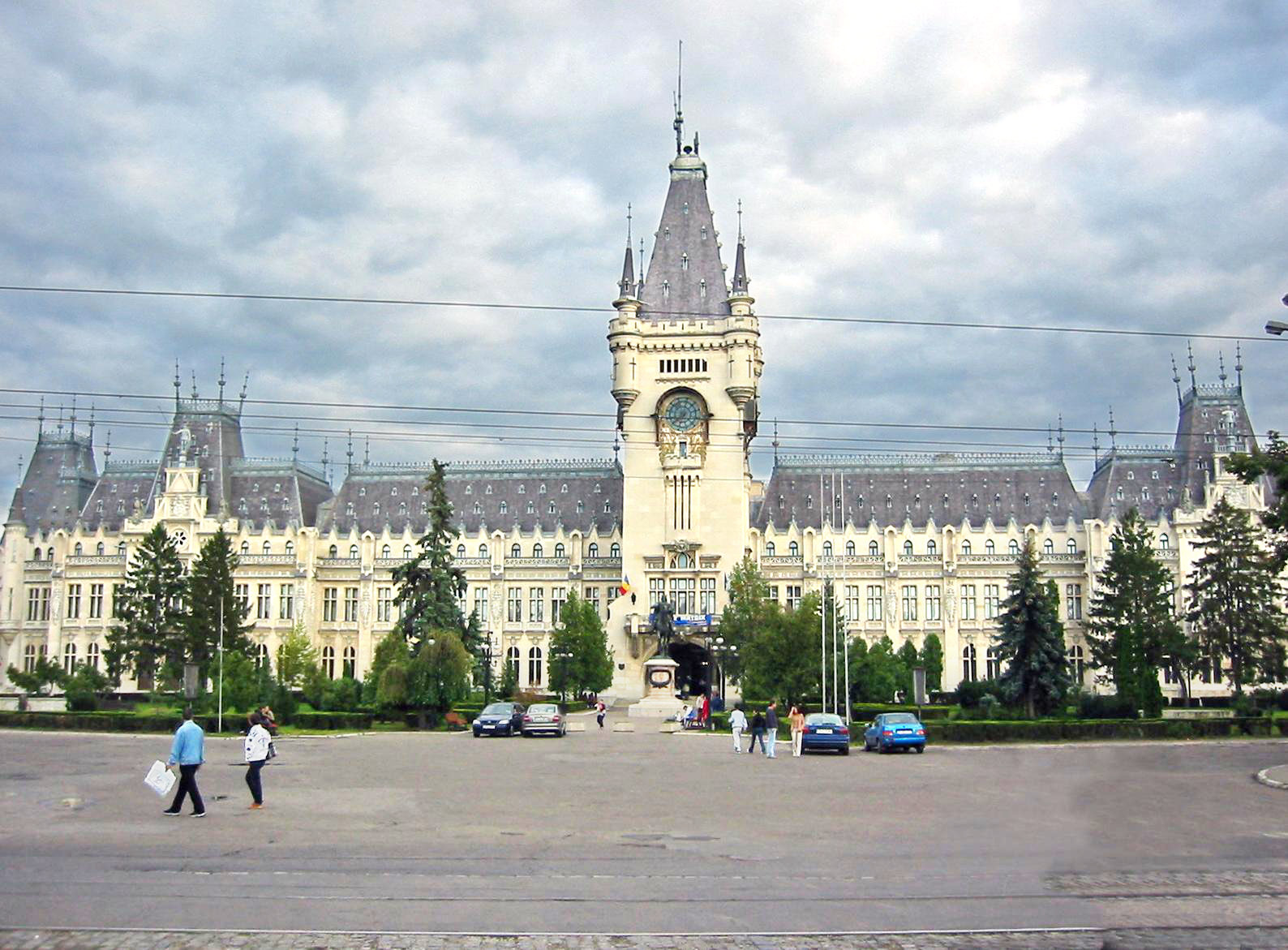
Palais de la Culture de Iași.

- Bec à fente fixe pour le bord d'attaque de l'aile de son avion à réaction.
- Plateforme mobile pour des expériences aérodynamiques : le dispositif était monté sur un train, et les expériences se déroulaient en mouvement, à une vitesse de 90 km/h, sur la ligne Paris-Saint-Quentin. Il a pu ainsi mesurer des constantes aéronautiques, en employant une soufflerie à fumée, une balance aérodynamique et une caméra photographique spéciale de sa conception. Par ces expériences, il a établi un profil d’aile fonctionnelle pour les futurs avions.
- 1911 : à Reims, Henri Coandă présente un avion à réaction, avec un compresseur de son invention, entraîné par un moteur à pistons et chambre de combustion dans le flux d'air ainsi généré (principe repris bien plus  tard par Caproni-Campini et Sukhoï sur des prototypes)
- 1911-1914 : directeur technique des usines Bristol, Henri Coandă projette quelques avions « classiques » (à hélice) connus sous le nom de Bristol-Coandă. En 1912, l’un d’entre eux remporte le premier prix au Concours international de l’aviation militaire de l’Angleterre.
- En 1914, le canon sans recul pour les avions.
- 1914-1916 : en pleine guerre mondiale, Henri Coandă travaille à Delaunay-Belleville Aéroplanes  à Saint-Denis. Il projette trois types d’aéronefs, dont le plus connu est le Coandă-1916, avec deux turbines (ayant deux hélices) placées à l’arrière de la queue de l’avion. L’avion de transport Caravelle, pour lequel il est consultant technique, en est une retombée.
- L’invention d’un nouveau matériau de construction, le béton-bois, employé pour la décoration (par exemple, en Roumanie, au Palais de la culture de Iași, érigé en 1926, et décoré en totalité avec le béton-bois).
- 1926 : en Roumanie, Henri Coandă met au point un dispositif de détection des liquides dans le sous-sol. Ce dispositif est employé dans les prospections des gisements pétrolifères.
- Dans le golfe Persique, l’inventeur roumain a construit un équipement océanique de stockage du pétrole extrait loin du littoral de la mer.
- 1934 : découverte de l’effet Coandă. Henri Coandă a fait ses premières observations à l’occasion de l’étude de son premier avion à réaction, Coandă-1910. Après que l’avion eut décollé, Henri Coandă observa que les flammes et les gaz incandescents jaillis des réacteurs tendaient à rester collés au fuselage. C’est après plus de 20 années d’études, que l’ingénieur roumain a formulé le principe de l’effet Coandă.

## Fin de sa vie
Henri Coandă a regagné sa Roumanie natale, définitivement, en 1969, en tant que directeur de l’Institut de création scientifique et technique (INCREST) de Bucarest. Il est mort à Bucarest, le 25 novembre 1972, âgé de 86 ans.

## Hommages

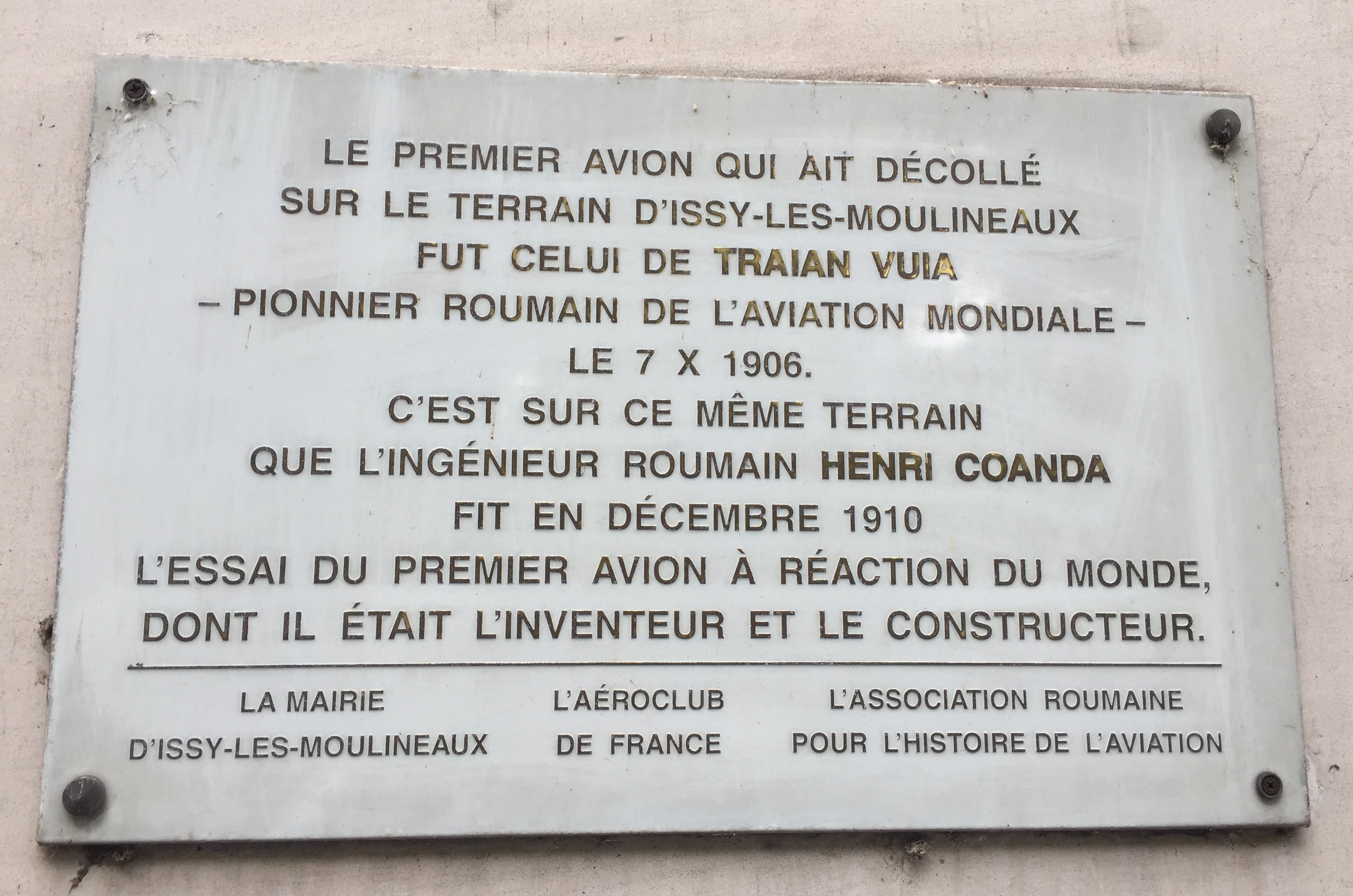
Plaque commémorative d'Issy-les-Moulineaux.

À Issy-les-Moulineaux une plaque commémorative évoque sa mémoire et celle de Traian Vuia.

### Voies
Nombre de rues, parcs, squares et écoles en Roumanie portent le nom de Coandă.

### Équipements
- L'aéroport international de Bucarest (ex Otopeni) a été rebaptisé en 2005 du nom de Henri Coandă.
- En Roumanie, à côté de la ville de Craiova, dans la région du Dolj, il existe un musée Henri-Coandă, situé à côté d'un avion à réaction en exposition.

### Numismatique
Le 11 octobre 2010, la Banque nationale de Roumanie a mis en circulation une pièce de monnaie commémorative, en argent, ayant la valeur faciale de 10 lei, à l'occasion du centenaire de la création du premier avion à réaction par Henri Coandă. La pièce de monnaie est ronde, elle a le diamètre de 37 mm et elle pèse 31,103 g, de qualité BE (proof), au titre de 99,9 %. La tranche de la pièce est à grénetis.

## Sources bibliographiques
- (ro) Marcel D Popa, Dicționar enciclopedic, București, Editura Enciclopedica, 1993, 509 p. (ISBN 973-45-0046-5).
- E.H. Lémonon, « Pour changer l'eau salée en eau douce, H. Coanda la pulvérise par une technique d'aérodynamique », Science et Vie, no 443,‎ août 1954, p. 146-151.
- Bernard Marck, Dictionnaire universel de l'aviation, Paris, Tallandier, 2005, 1129 p. (ISBN 2-84734-060-2), p. 230-231.